# Când trompetele tac
When Trumpets Fade (Când trompetele tac) este un film de televiziune HBO din 1998 regizat de John Irvin⁠(d) și cu Ron Eldard⁠(d), Frank Whaley⁠(d), Zak Orth⁠(d) și Dylan Bruno⁠(d) în rolurile principale. Lansat pentru prima dată la 27 iunie 1998, filmul are loc în al Doilea Război Mondial, în timpul bătăliei din Pădurea Hürtgen.

## Rezumat
David Manning este soldat în Divizia 28 Infanterie și, ca urmare a luptei îngrozitoare din Bătălia din Pădurea Hürtgen, este singurul supraviețuitor al plutonului său. Manning este desemnat să conducă o echipă de rezerve și promovat la rangul de sergent. Încearcă să scape de promovare, spunând că nu este calificat pentru această funcție, dar comandantul companiei sale, căpitanul Roy Pritchett, crede altfel. Manning încearcă apoi să scape de responsabilitate cerând să fie lăsat la vatră conform Secțiunii 8 (desemnându-l inapt mintal din cauza stresului de luptă), dar cererea lui este respinsă.
Manning se întâlnește cu noii săi oameni și mai târziu în acea seară, îi conduce în poziție pe linia frontului. A doua zi dimineață, în timp ce patrula cu echipa sa, Manning îl pune în fața plutonului pe soldatul Warren Sanderson. Cu toate acestea, Sanderson înaintează prea repede și se rătăcește de echipă, înainte de a evita contactul cu inamicul ascunzându-se sub un tufiș. După ceva timp, Manning decide că plutonul trebuie să plece fără Sanderson chiar înainte ca acesta  să se întoarcă. După acest incident, Manning este disprețuit de colegii săi și mustrat de conducătorul plutonului său, locotenentul Terrence Lukas. Compania lui Manning începe o ofensivă spre localitatea Schmidt pentru a o cuceri și a ține un cap de pod cheie. Cu toate acestea, dau peste un câmp minat inamic și sunt bombardați de tunuri de 88 mm. Compania se retrage, iar Pritchett vine la Manning cu o misiune voluntară de a distruge tunurile, înainte de a-i promite că o să fie lăsat la vatră conform Secțiunii 8 dacă se oferă voluntar și reușește în misiune.
În timpul misiunii, unul dintre oamenii lui Manning, soldatul Sam Baxter, intră în panică și începe să fugă, iar ceilalți bărbați îi urmează exemplul. Pentru a-i opri, Manning îl împușcă pe Baxter, țintind aruncătorul de flăcări pe care îl poartă în spate, ceea ce îl face să explodeze și să-l ardă până la moarte. Deși ceilalți oameni ai lui Manning sunt îngroziți de acest lucru, ei încetează să fugă și atacă poziția în care sunt amplasate cele  două tunuri de 88 mm. Condus de Sanderson, care este înarmat cu un alt aruncător de flăcări, grupul reușește în cele din urmă să distrugă armele. Compania lui Manning securizează în cele din urmă podul după ce a suferit pierderi grele, dar în curând este atacată de tancurile germane și forțată să se retragă. În timpul retragerii înapoi la liniile americane, Lonnie este ucis și Despin cade prizonier. Manning și Sanderson reușesc să evadeze, dar Pritchett, care a supraviețuit și el calvarului, cedează sub presiune și primește ordin să se prezinte la medic înainte de a-și putea respecta promisiunea față de Manning.
Când comandantul batalionului, locotenent-colonelul George Rickman, apare și îl întreabă despre statutul plutonului său,  Lukas traumatizat îl lovește și îl atacă. Manning se confruntă cu Rickman în timp ce Lukas abătut este dus la medic. Manning ridică grămada de plăcuțe de identificare  îmbibate de sânge pe care Lukas le-a scăpat și le apasă pe pieptul lui Rickman ca răspuns la statutul plutonului. Ca urmare a insubordonării lui Manning, Rickman îi ordonă să vină imediat la postul său de comandă. Aici îl promovează pe Manning ca locotenent și îi dă comanda plutonului.
După o altercație cu Talbot și prietenul lui Manning, caporalul Toby Chamberlain, medic de pluton, în care se confruntă cu Manning pentru că l-a împușcat pe Baxter, Manning le spune despre un plan de distrugere a tancurilor germane în noaptea dinaintea atacului. Chamberlain afirmă că nu au nicio dovadă că Manning nu îi va împușca doar așa cum a făcut-o cu Baxter. Sanderson, care a supraviețuit retragerii, apără conduita lui Manning recunoscând faptul că toată lumea ar fi fugit în loc să lupte dacă Manning nu l-ar fi împușcat pe Baxter. De asemenea, Manning îi mai informează că batalionul începe o nouă ofensivă dimineața și că, dacă nu vor distruge tancurile, atunci întreg batalionul - inclusiv ei - vor fi în pericol.
Manning îi conduce pe Talbot, Chamberlain și Sanderson într-un raid înainte de zori asupra tancurilor germane, fără știrea sau sprijinul batalionului. Manning curăță un câmp minat și taie un obstacol format din sârmă ghimpată, permițând grupului să continue înainte de a distruge tancurile cu o bazooka. Operațiunea costă viețile tuturor, în afară de Manning și Sanderson, iar Manning este grav rănit. În timp ce este cărat înapoi la liniile americane de către Sanderson, Manning își pierde cunoștința din cauza rănilor sale. 
În epilog se afirmă că, după trei luni de lupte grele, Aliații au cucerit în cele din urmă cu pierderi mari Pădurea Hürtgen și că bătălia în sine a fost umbrită de Bătălia de la Bulge la scurt timp după aceea.

## Distribuție
- Ron Eldard - soldat, sergent, apoi locotenentul David Manning, care ajunge comandant de pluton în Compania C
- Zak Orth - soldatul Warren „Sandy” Sanderson, un înlocuitor în echipa lui Manning
- Frank Whaley - caporalul Toby Chamberlain, un medic atașat companiei C
- Dylan Bruno - sergentul Patrick Talbot, un lider de echipă în plutonul lui Lukas
- Devon Gummersall - soldatul Andrew Lonnie, un înlocuitor în echipa lui Manning
- Dan Futterman - soldatul Doug Despin, un înlocuitor în echipa lui Manning
- Steven Petrarca - soldatul Sam Baxter, un înlocuitor în echipa lui Manning
- Dwight Yoakam - locotenent-colonelul George Rickman, comandantul de batalion al primului batalion
- Martin Donovan - căpitanul Roy Pritchett, comandantul companiei C, primul batalion
- Timothy Olyphant - locotenentul  Terrence Lukas, liderul plutonului lui Manning și Talbot
- Jeffrey Donovan - soldatul Robert "Bobby" Miller, un coleg  soldat al lui Manning
- Bobby Cannavale -   căpitanul  Thomas Zenek, noul comandant al Companiei C
- Frank-Michael Köbe⁠(de)[traduceți] - Oberfeldwebel, un lider al patrulei  germane

## Producție
When Trumpets Fade a fost filmat în  Budapesta, Lacul Balaton și Lacul Balentine, Ungaria  și în Calgary, Alberta, Canada. Trupele americane care sprijineau Operațiunea Joint Guard, staționate în baza aeriană Taszar, Ungaria, au fost folosite ca figuranți pe platou.

## Premii
John Irvin⁠(d) a câștigat Premiul FIPA de argint pentru cel mai bun regizor de film la Festivalul Internațional de la Biarritz în 1999.
Filmul a fost, de asemenea, nominalizat pentru cea mai bună cinematografie (de Thomas Burstyn) de către American Society of Cinematographers și pentru cel mai bun  sunet de către Motion Picture Sound Editors, iar Ron Eldard a fost nominalizat la premiul pentru cel mai bun actor la Festivalul Internațional de Film  de la Seattle.